# Lotharingia
Lotharingia eller Lothringen var ett historiskt, europeiskt kungarike som fick sitt namn av kungarna Lothar I och Lothar II och som har haft mycket olika geografiskt omfång vid olika tidpunkter.
Lotharingia överlevde inte kungarna Lothar, utan blev hertigdömet Lorraine. Hertigdömet förblev under långa tider föremål för stridigheter mellan det västfrankiska och det östfrankiska riket. Namnet har dock överlevt i franskans Lorraine och tyskans Lothringen.

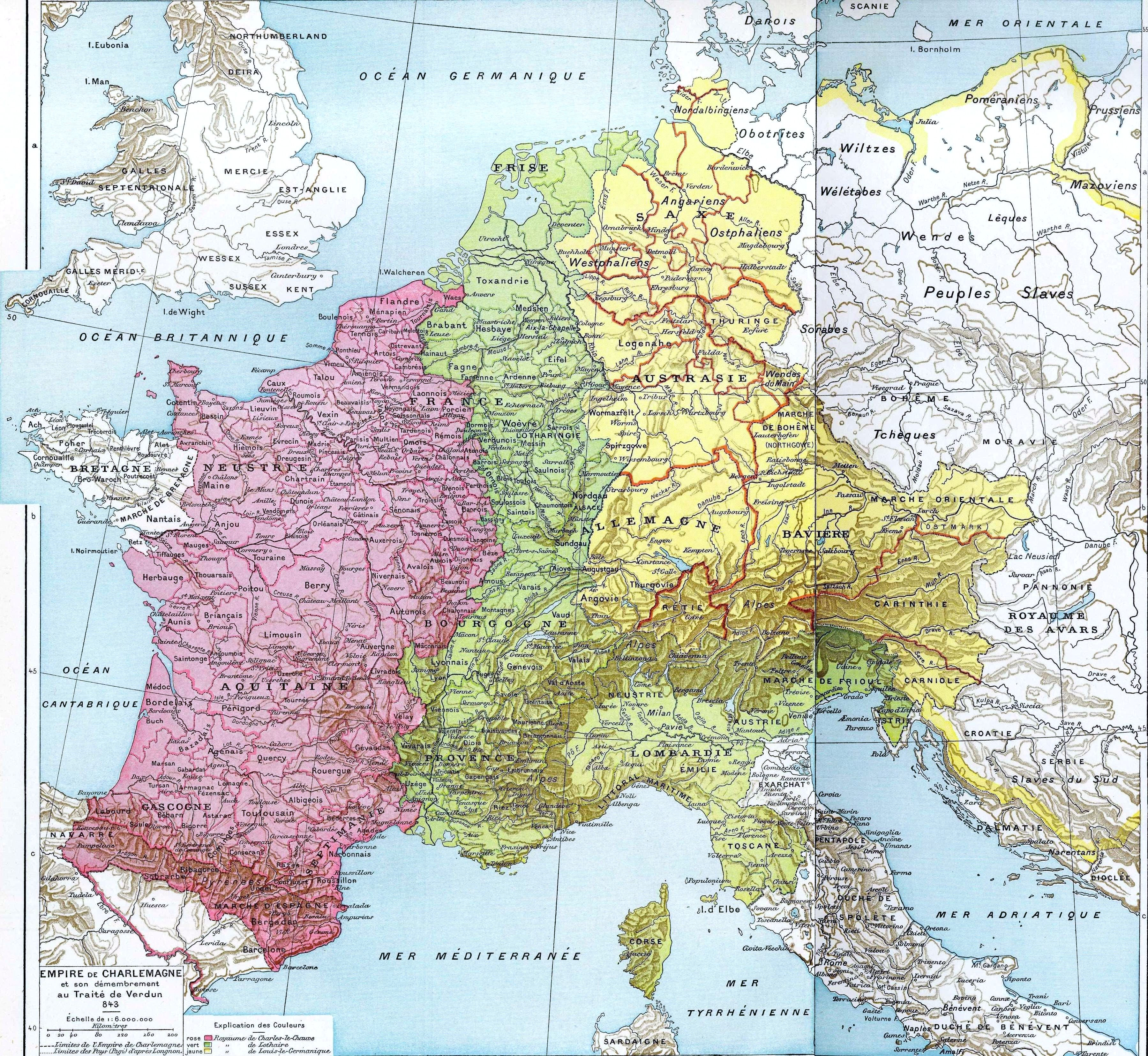
Delningen av Karl den stores rike i tre i Verdun 843: den mellersta delen markerat i ljusgrönt är Mellanfranken.

## 843–855
Ursprungligen torde namnet Lothar(r)ingia, det vill säga Lothars ring eller område, ha använts för den del av Karl den stores rike som vid delningen i Verdun 843 tillföll Lothar I. Detta rike bestod av Italien samt en landsträcka (Mellanfranken) från Medelhavet till Nordsjön mellan floderna Rhône, Saône och Schelde i väster samt Aar och Rhen i öster jämte Friesland.

## 855–895
Efter Lothar I:s död 855 betecknade Lotharingia den nordliga del av hans rike som tillföll hans andre son Lothar II, och efter dennes död 869 den nordligare delen av hans rike, som genom fördraget 870 delades mellan Karl den skallige i Frankrike och Ludvig den tyske så att övre Mosel och nedre Meuse blev gräns mellan de två delarna.
I samband med de oroligheter som uppstod i Frankrike vid Ludvig den stammandes död 879 kallades Ludvig den tyskes andre son, Ludvig den yngre, som hjälp av en av parterna. Han tillskansade sig då, i strid med fördraget från 870, även västra (franska) hälften av Lothringen, som Ludvig den stammandes söner, Ludvig III och Karloman II, 880 till sist såg sig tvungna att avträda.

## 895–916
Konung Arnulf av Kärnten gav det 895 som eget konungarike åt sin oäkta son Zwentibold, men vid dennes död 900 underkastade sig landet Arnulfs äkta son och efterträdare på den tyska konungatronen, Ludvig barnet. Det stora landområdet var senare ett av de fem hertigdömen som Tyskland var indelat i, men blev även framgent ofta ett tvisteämne mellan de båda grannländerna Frankrike och Tyskland. I Tyskland utgick den karolingiska ätten på manssidan med Ludvig Barnet vid hans död 911. I samband med detta anslöt sig den dåvarande hertigen av Lothringen, Rainer (Raginar), till Frankrike, där en gren av denna ätt då ännu regerade. Men den franske konungen Karl den enfaldige var både av naturen för svag och för mycket upptagen av strider med sina egna upproriska vasaller för att med kraft kunna försvara Lotharinga mot de tyska konungarna Konrad I (911–918) och Henrik I Fågelfängaren (919–936).

## 916–959
Vid sin död 916 efterträddes hertig Rainer I i Lotharingia (varifrån dock Elsass då avsöndrades för att förenas med hertigdömet Schwaben) av sin äldste son, Giselbert (916–939). Denne vankelmodige hertig slöt sig snart till de upproriska franske vasallerna och hyllade Karl den enfaldiges motkonung Rudolf av Burgund (konung 923–936). Men då Henrik Fågelfängaren 925 bröt in i Lotharingia med en stor här, underkastade Giselbert och lothringarna sig honom. Senare avföll Giselbert återigen till Frankrike, trots sitt gifte med Henriks dotter Gerberga, men sedan han 939 drunknat i Rhen, underkastade sig Lotharingia Henriks son och efterträdare Otto I. Otto gav hertigdömet åt Giselberts minderårige son, Ottos egen systerson Henrik, och efter dennes tidiga död 944 åt Konrad den röde, Ottos måg, från vilken det dock återtogs 953.

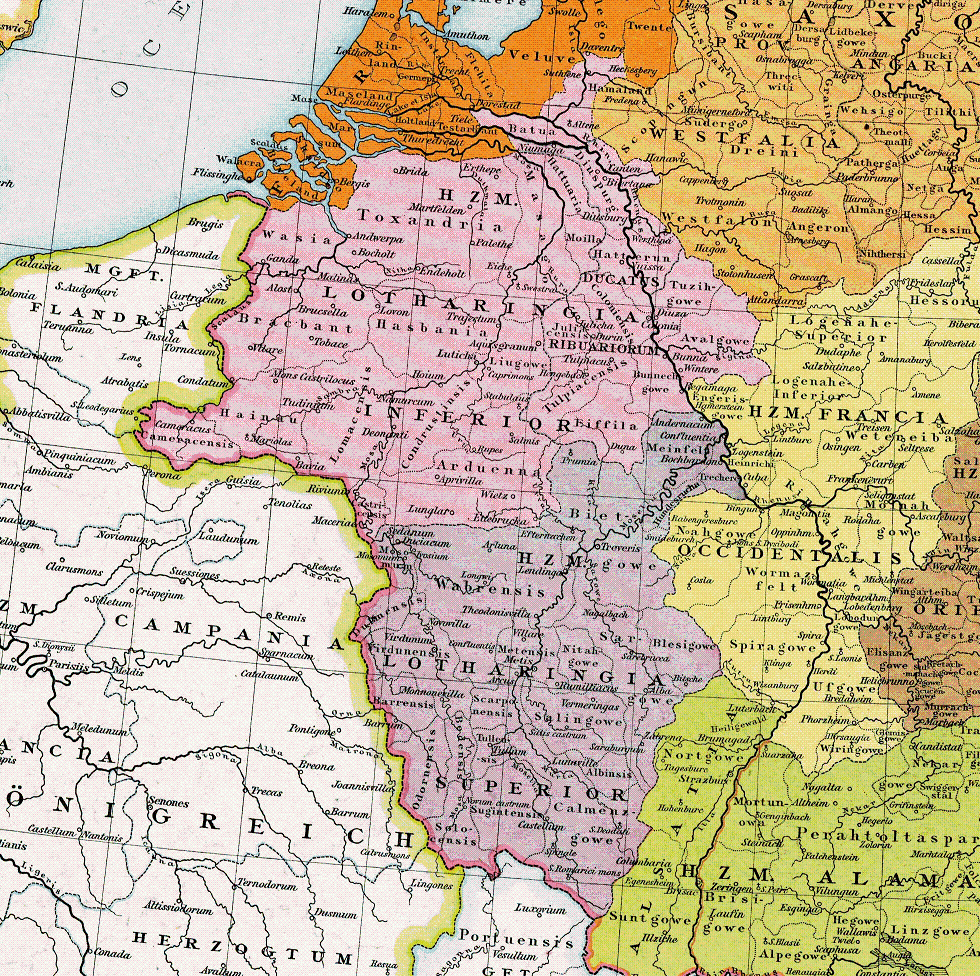
Lothringen runt år 1000, efter delningen i två hertigdömen. Det norra området i rosa är Nedre Lothringen och det södra området i purpur är Övre Lothringen.

## 959–1005
Därpå gav Otto det i förläning åt sin broder, ärkebiskop Bruno av Köln (953–965). Denne delade Lotharingia 959 i två hertigdömen, Övre Lothringen och Nedre Lothringen. Det sistnämnda erhöll namnet Brabant, medan det förstnämnda bibehöll namnet Lothringen, som därigenom fick en ännu mer inskränkt betydelse.
Förvaltningen av Övre Lothringen, även kallat Moseln, uppdrog Bruno 959 åt Fredrik av Bar. Efter kejsar Otto I:s död 973 utbröt nya oroligheter i Nedre Lothringen, genom att Giselberts förvisade brorsöner Rainer (Raginar) och Lambert med franskt understöd försökte tvinga till sig sina fädernebesittningar. För att göra ett slut på detta förlänade kejsar Otto II den franske konungen Lothars yngre bror Karl med Nedre Lothringen år 977 och försvarade landet mot den franske konungens angrepp.
Karl, som mot Hugo Capet med vapenmakt försökte strida för sina anspråk på franska kronan, blev tillfångatagen i Laon 991 och dog några månader senare. I hertigdömet Nedre Lothringen efterträddes han av sin äldste son, Otto (991–1005).

## 1005–1044
Någon tid efter Ottos död 1005 förenades Nedre Lothringen med det övre under hertig Gozelo I, men vid hans död 1044 delades länderna åter emellan hans båda söner, Gozelo II i Nedre Lothringen och Gottfrid den skäggige i övre Lothringen. Dessa delar förblev därefter åtskilda.

## Nedre Lothringen 1044–1477
Nedre Lothringen eller Brabant upplöstes så småningom i en mängd län, som omedelbart lydde under tyska kronan. Det förnämsta av dessa var hertigdömet Brabant, som fortfarande hade namnet (Nedre) Lothringen fäst vid sig. Det gavs 1106 som (även på kvinnosidan) ärftligt län åt greve Gottfrid av Leuven och Bryssel. År 1282 återförenades hertigdömet Limburg med hertigdömet Brabant som det förut avsöndrats från. Då Gottfrids ätt 1406 utslocknade med den barnlösa hertiginnan Johanna, ärvdes båda hertigdömena av hennes systerdotterson Anton, yngre son till hertig Filip den djärve av Burgund. Då hans ättlinje dog ut, ärvdes Brabant och Limburg 1430 av hertig Filip den gode av Burgund, Karl den djärves far, och kom efter Karls död 1477 till Maximilian av Österrike, som gift sig med Karls dotter Maria av Burgund.

## Övre Lothringen 1044–1871
Övre Lothringen eller Moseln bibehöll sig däremot mera odelat som hertigdöme under tyska kronans överhöghet. Dock var de andliga stiften Metz, Toul och Verdun avsöndrade därifrån och lydde omedelbart under Tyska riket ända till 1648, då de införlivades med Frankrike. Den ovannämnde Gottfrid den skäggiges andre efterträdare, Gerhard av Dachsburg (i Elsass), hertig av Övre Lothringen 1048-1070, blev stamfader för en ätt, inom vilken hertigdömet gick i arv och vars hertigliga gren på svärdssidan utgick med Karl, kallad den djärve, 1431. Det ärvdes därefter av greve René av Anjou, som var gift med Karls dotter Isabella och året förut (1430) hade ärvt hertigdömet Bar (mellan Marne och Meuse, med huvudstaden Bar-le-Duc). Därigenom förenades Bar med Lothringen. René I, som efter sin äldre broder Ludvig III (död 1434) även ärvde grevskapet Provence och anspråken på Neapels krona, hamnade i krig med Karl den djärve av Burgund, som gjorde försök att genom att erövra Lothringen avrunda sina vidsträckta länder. Vid sin död 1489 efterträddes René I i Lothringen och Bar av sin dotterson René II, från vilken den hertigliga ätt härstammade, som innehade Lothringen ända till 1738, då hertig Frans Stefan av Lothringen (förmäld med Maria Teresia av Österrike, sedermera tysk kejsare och stamfader för det senare regerande österrikiska kungahuset) i kraft av freden i Wien måste byta ut Lothringen mot Toskana. Hertigdömena Lothringen och Bar lämnades till dåvarande franske konungens svärfar, den forne polske konungen Stanislaus Leszczynski, och införlivades efter hans död 1766 med Frankrike. 1871 tvingades Frankrike avträda den östra delen av Lothringen (Tyska Lothringen) till Tyskland.

## Nutida motsvarighet
Det tidiga Lotharingia motsvarade ungefär dagens Nederländerna, Belgien och Luxemburg, de tyska förbundsländerna Nordrhein-Westfalen, Rheinland-Pfalz och Saarland samt de franska regionerna Lorraine och Alsace.